# Хорольский агропромышленный колледж
Хорольский агропромышленный колледж Полтавской государственной аграрной академии (укр. Хорольський агропромисловий коледж Полтавської державної аграрної академії) — высшее учебное заведение в городе Хорол Полтавской области.

## История
Учебное заведение было создано 1 января 1930 года как Хорольский сельскохозяйственный техникум, в 1931 году в нём началось обучение первых 482 студентов. В этом же году были выпущены первые 50 техников-механиков.
В 1936 году было открыто обучение по второй специальности (сельское строительство), всего до начала войны были подготовлены 990 специалистов — десять выпусков техников-механиков (750 человек) и три выпуска строителей (240 человек).
В 1941 году в техникуме обучалось 500 студентов, на балансе помимо учебного корпуса находились мастерская, три трактора, один автомобиль, один комбайн «Коммунар», одна молотилка МК-1100 и 61 гектар пахотной земли.
В ходе боевых действий Великой Отечественной войны и в период немецкой оккупации (13 сентября 1941 — 18 апреля 1943) учебное заведение пострадало, а при отступлении немецкие войска полностью разрушили здание техникума.
В 1944 году учебное заведение возобновило работу в одноэтажном здании общежития, одновременно началось восстановление техникума. На эти цели было выделено 1 млн рублей и уже к концу 1944 года было отстроено 60 % разрушенных строений, а в 1946 году они были полностью восстановлены. Одновременно с учебным процессом техникум оказывал помощь в восстановлении сельского хозяйства области.
В 1947—1948 гг. были построены второй двухэтажный учебный корпус и два общежития.
В 1957 году было открыто заочное отделение, начавшее подготовку по специальности «Механизация сельского хозяйства», в 1958 году 70 студентов и работников техникума выехали в Кустанайскую область на освоение целинных земель.
В 1965 году была открыта специальность «Механизация сельского хозяйства», и учебное заведение получило новое наименование — Хорольский техникум механизации сельского хозяйства.
В целом, в 1945—1967 гг. техникум подготовил свыше двух тысяч техников-механиков и 866 техников-строителей
В 1967 году была открыта подготовка техников-электромехаников по специальности «Электрификация и автоматизация животноводства».
В 1985 году техникум был объединён с колхозом «Заря коммунизма» в Хорольский совхоз-техникум (на балансе которого находилось свыше 6000 гектар земли, в том числе 3,8 тыс. га пашни). В 1986 году он был награждён Почётной грамотой Совета Министров СССР.
В 1989 году была открыта подготовка по специальности «Организация и технология ведения фермерского хозяйства».
В 1991 году учебное заведение было реорганизовано в Хорольский агропромышленный колледж
В 2003 году здесь началось обучение по специальности «Экономика предприятия».
В 2004 году колледж стал структурным подразделением Полтавской государственной аграрной академии.

## Современное состояние
Колледж является высшим учебным заведением I—II уровней аккредитации, которое осуществляет подготовку младших специалистов по шести специальностям.